# Allan Dwan

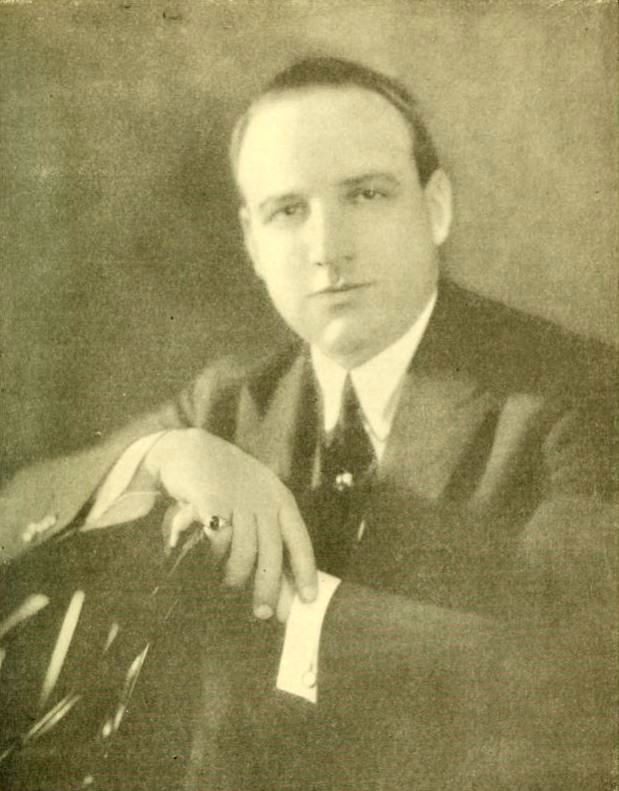
Allan Dwan, 1921.

Allan Dwan, född 3 april 1885 i Toronto, Ontario, död 28 december 1981 i Los Angeles, Kalifornien, var en kanadensisk-amerikansk filmregissör, filmproducent och manusförfattare. 
Dwan räknas som en av Hollywoods filmpionjärer och började regissera filmer redan 1911. Han var aktiv under flera decennier och regisserade sin sista film 1961. Vid det laget hade han regisserat över 400 filmer och arbetat med skådespelare som Douglas Fairbanks, Norma Talmadge, Lillian Gish, Gloria Swanson, Shirley Temple, Franchot Tone, John Payne och John Wayne. 
Dwan har blivit tilldelad en stjärna på Hollywood Walk of Fame vid adress 6263 Hollywood Blvd.

## Filmografi i urval

### Regi
- 1916 – Lilla Bettys roman
- 1917 – D'Artagnan från Kansas
- 1920 – Kärlekens globetrotter
- 1922 – Robin Hood
- 1923 – Zaza
- 1924 – Skandalen vid Broadway
- 1925 – Teaterflugan
- 1925 – Nattliv i New York
- 1929 – Mannen med järnmasken
- 1936 – Den gäckande blondinen
- 1936 – Human Cargo
- 1937 – Heidi
- 1938 – Miss America
- 1938 – Suez
- 1940 – En västerns kavaljer
- 1940 – Unga människor
- 1944 – Svartsjuka fruar
- 1945 – En stackars miljonär
- 1947 – Driftwood
- 1954 – Stad i panik
- 1955 – Den vilda staden
- 1956 – Gangstervälde